# Медии и език
„Медии и език“ е българско електронно списание за научни изследвания по медиен език. Списанието е с отворен достъп, което означава, че цялото съдържание е достъпно безплатно за потребителя или неговата институция.
Основано е 2017 г. с изследователски проект към Фонд „Научни изследвания“ на Софийския университет „Св. Климент Охридски“ на тема: „Медиалингвистиката – потенциал на научното направление и популяризирането му“.
Главен редактор е проф. д.н. Андреана Ефтимова.
В редакционния съвет влизат проф. Войчех Кайтох от Ягелонския университет в Краков, Полша, проф. Мария Илиева от Великотърновския университет „Св. св. Кирил и Методий“, проф. Алла Архангелская от Оломоуцкия университет в Чехия, проф. д-р Елжбета Солак от Ягелонския университет в Краков, Полша, проф. Грета Дерменджиева от Софийския университет „Св. Климент Охридски“, доц. Дана Кожокару от Букурещкия университет в Румъния, проф. Илияна Генев-Пухалева от Варшавския университет в Полша, доц. Таня Иванова-Съливан от Университета в щата Ню Мексико, Албъкърки, САЩ, доц. Христина Христова от Великотърновския университет „Св. св. Кирил и Методий“, д-р Доминика Попиелец от Университета „Казимеж Велки“ в Бидгошч, Полша, доц. д-р Виктория Сикорска от Одеския национален морски университет, Одеса, Украйна, доц. д-р Владимир Досев от Икономическия университет – Варна, България, проф. д.н. Наталия Длугош от Университета „Адам Мицкевич“, Познан, Полша, доц. д-р Николай Вуков от Института за етнология и фолклористика с етнографски музей при БАН, Родни Милър от Института по комуникация, Ню Йорк, САЩ, доц. д-р Таня Иванова-Съливан от Калифорнийския университет в Лос Анджелис, САЩ, и д-р Олга Ненонен от Университета в Тампере, Финландия.
Списание „Медии и език“ е индексирано от CEEOL, ROAD, CiteFactor и е включено в Националния референтен списък на съвременни български научни издания с научно рецензиране.

## Броеве
- 1: Дървени езици. Отсечени езици
- 2: Вирус в мрежата
- 3: Трудните послания
- 4: Етика и етикети
- 5: Атакуваното слово
- 6: Корпуси на свободното слово
- 7: Реторически тренинги
- 8: Културната памет
- 9: Ценностите: презареждане
- 10: Фалшивата реалност
- 11: Дискретният чар на езиковата власт
- 12: Информацията под контрол
- 13: Копирайтинг: медии и маркетинг
- 14: Политическата комуникация
- 15: Нови и най-нови езици: трансмедийни проекции
- 16: Кризи и хипокризии